# 학성교 (울산)
학성교(鶴城橋, Hakseonggyo Bridge)는 울산광역시 남구 삼산동과 중구 반구동을 잇는 교량이다. 왕복 6차선, 길이 348m, 폭은 30m로 1994년 11월 21일에 개통하였다.